# Dělnický dům (Černovír)
Dělnický dům (Černovír) je chátrající budova na okraji Olomouce v místní části Černovír. Budovu postavila Dělnická tělocvičná jednota v roce 1934.

## Historie
Budovu Dělnického domu v Černovíře postavili členové tělovýchovné jednoty jako multifunkční kulturní a společenský dům s tělocvičnou. Po druhé světové válce připadl dům Československé obci sokolské. Po roce 1948 byl znárodněn a dostal jej na starost fotbalový klub TJ Slovan Černovír. V roce 1986 budovu odkoupil podnik Restaurace a jídelny a zřídil zde hospodu nazývanou Peklo.
V kulturním sále zde vystupovali přední umělci československého undergroundu, jako olomoucký rodák Karel Plíhal, Jaroslav Chromek, Psí vojáci, Stará dobrá ruční práce a další. Od počátku výstavby byl Dělnický dům významným komunitním a kulturním místem nejen pro obyvatele Černovíra. Drtivou ránu zasadila provozu kulturního stánku a hospody povodně v roce 1997.

## Současnost
V roce 2010 ji koupil podnikatel Milan Husička. Od roku 2019 budovu vlastní společnost Delta facility, která připravuje jeho celkovou rekonstrukci. Kromě sídla vlastní firmy plánuje obnovit budovu do původního stavu a vrátit jí její původní účel (tělocvična, hospoda).